# Seat Altea Prototipo
Le Seat Altea Prototipo est un monospace compact de la marque Seat.
Il préfigure la Seat Altea de série.